# Spitzeisen

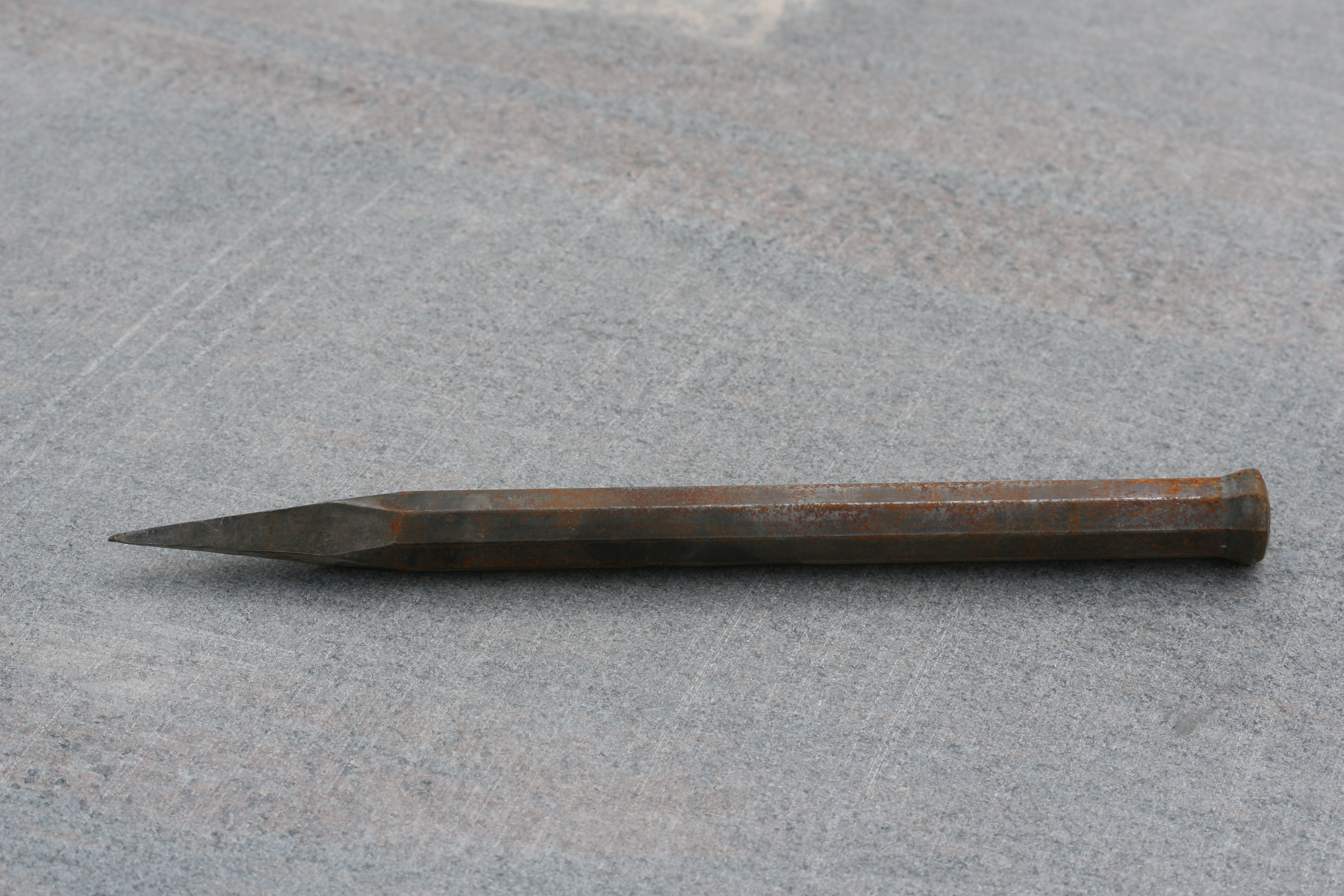
Ein geschmiedetes Spitzeisen

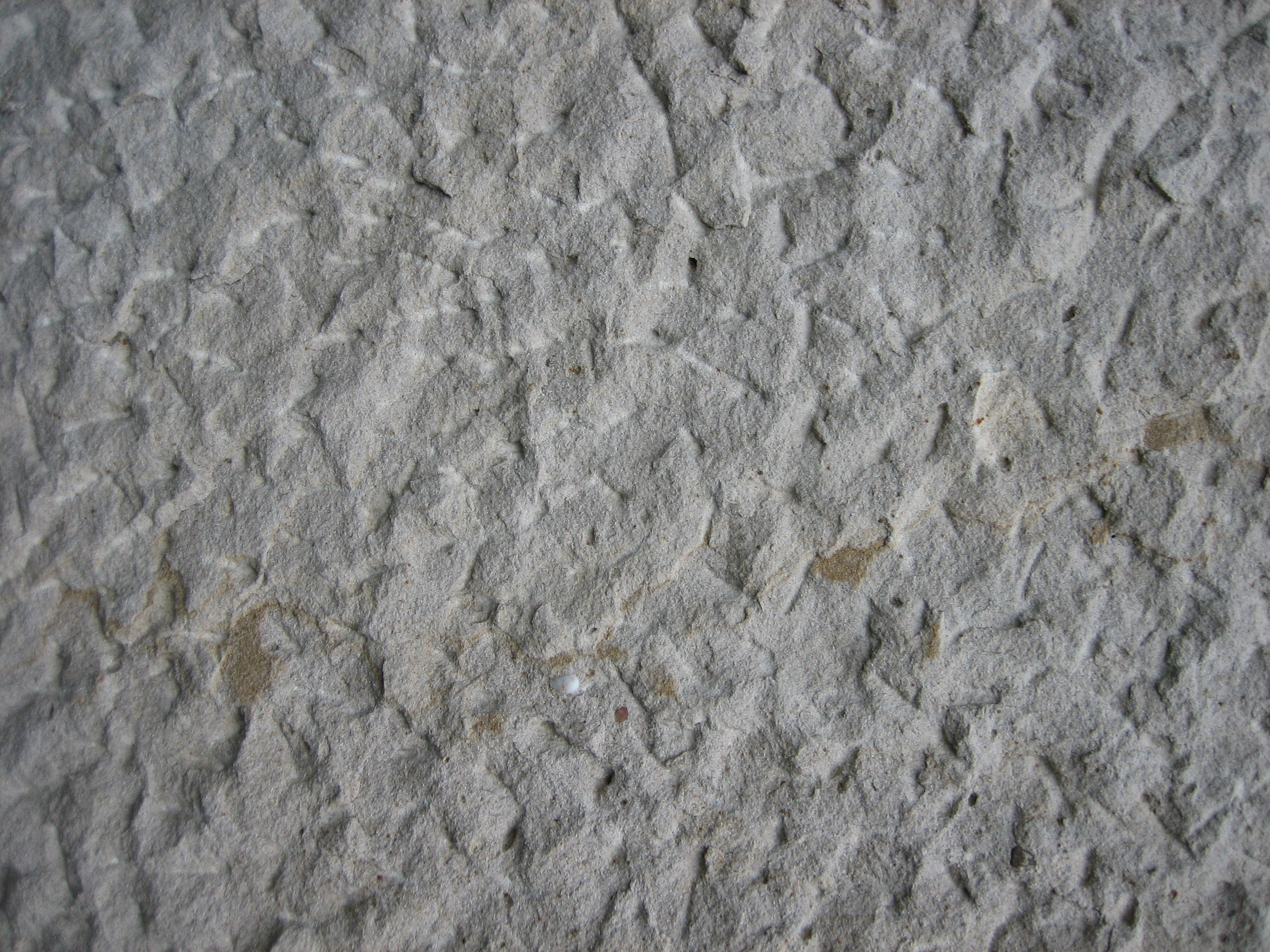
Spuren des Spitzeisens auf einem Sandstein

Das Spitzeisen ist ein Spitzmeißel aus Werkzeugstahl mit besonders gehärteter Spitze. Dieses Werkzeug wird sowohl für Hart- als auch für Weichgestein eingesetzt. Das Spitzeisen für Weichgestein hat einen Knüpfel- und das für Hartgestein einen Fäustelkopf.
Es dient bei der Steinbearbeitung in erster Linie zum Abarbeiten der Bosse (Steinmetze sprechen vom „Bossen“) und zur Einebnung der zu bearbeitenden Fläche. Es kann aber auch zur Oberflächengestaltung von Sichtflächen benutzt werden. Dabei gibt es verschiedene Bearbeitungsgrade, vom groben Bossieren bis zum Feinspitzen.
Bei geschmiedeten Spitzeisen bestimmt das zu bearbeitende Material die Härte der Spitze. Diese kann beim Schmieden über die Anlauffarben eingestellt werden.
Daneben gibt es auch Spitzeisen mit Hartmetalleinsätzen.
Spitzeisen werden meist aus achtkantigen oder auch runden Stahlstäben gefertigt, mit Stärken von 10 bis 22 mm und Längen von 160 bis 280 mm.
Sie werden in der Regel mit dem Fäustel oder Knüpfel angetrieben, bei Hartgesteinen aber hauptsächlich mit Drucklufthämmern.
Der von Steinmetzen verwendete „Hundezahn“ ist ein spezielles Spitzeisen mit zwei Spitzen, das dazu dient, extrem weiches Weichgestein abzuarbeiten, da das Spitzeisen mit einer Spitze ansonsten im weichen Stein stecken bleiben würde.
Eine besondere Form des Spitzeisens wird Bossiereisen genannt. Es ist ein etwas größer dimensioniertes Spitzeisen, das zum Abspitzen großer Steinüberstände, früher vor allem in Steinbrüchen, eingesetzt wird.

### Ähnliche Werkzeuge
- Hundezahn
- Krönel
- Stockhammer

### Berufe
- Steinbildhauer

### Weitere Themen
- Steinoberfläche